# Umbrija
Umbrija (v italijanskem izvirniku Umbria [ùmbria]), je ena od dvajsetih dežel, ki sestavljajo Italijo. Meji na severozahodu z deželo Toskana, na jugu z Lacijem in na severovzhodu z Markami. Deli se na dve pokrajini: Perugia (59 občin) in Terni (33 občin).

## Zemljepisna lega in podnebje
Razen štirih alpskih dežel, je Umbrija edina italijanska dežela brez izhoda na morje, saj leži v samem središču Apeninskega polotoka. Je pretežno gorata (53%) in gričevnata (41%), a vrhovi redko sežejo preko 1500 m; najvišja gora je Redentore v Sibilinskem gorstvu na jugu dežele (2448 m). Glavna reka je Tibera in njen pritok Nera. Na ozemlju je več jezer. Največje je Trazimensko jezero, ki je sicer plitvo, a obširno: največja globina je 7 metrov, prekriva pa 128 km².
Kljub oddaljenosti od morja in relativno visoki legi področja, je podnebje sredozemsko. Zime so sicer hladne, a ne mrzle, in poletja so topla. Povprečne letne temperature nihajo med 12 °C in 15 °C. Občutne so razlike glede na nadmorsko višino. Povprečna januarska temperatura mesta Norcia, ki leži na višini 600 metrov, je okoli 2 °C, medtem ko doseže v mestu Perugia (493 metrov) skoraj 5 °C.

## Administrativna ureditev
Umbrija je razdeljena na dve pokrajini:
| Pokrajina | Površina (km²) | Prebivalstvo | Gostota (na km²) |
| --------- | -------------- | ------------ | ---------------- |
| Perugia   | 6.334          | 660.040      | 104              |
| Terni     | 2.122          | 232.311      | 109              |

Umbrija je bila razdeljena v sedemdesetih letih na 12 okrajev, ki so bili določeni kot zaokrožene celote glede na geografijo, topografijo, jezikovno narečje in turizem. To so: Perugia, Terni (o della Conca Ternana), Alta Valtiberina (Tevere), Amerino (Amelia), Assisi (o Valle Umbra Nord), Foligno (o Valle Umbra Sud), Eugubino gualdese-Alto Chiascio, Orvieto, Spoleto, Trasimeno, Tuderte (Todi), Valnerina.
Na nivoju med okraji in pokrajino pa je še delitev na štiri enote:
- N. 1 Città di Castello
- N. 2 Perugia
- N. 3 Foligno
- N. 4 Terni

## Zgodovina
Človeška prisotnost v Umbriji sega v paleolitik, a prvo kulturno pleme v deželi so bili Umbrijci ali Umbri, ki so tod bivali že v drugem tisočletju pr. n. št. Plinij starejši pripoveduje (Naturalis historia, III., 112), da so bili edini miroljubni narod antike in so se kljub temu močno razširili po vsem polotoku. Etruščani naj bi jih podjarmili z osvojitvijo nič manj kot tristo mest. Na prvi mah se to število zdi pretirano, a novejše izkopanine ga baje potrjujejo. Praktično vsa antična mesta današnje srednje Italije so bila sezidana na ostankih umbrijskih mest. Umbrijce so kmalu začeli izpodrivati njihovi potomci Sabinci in Piceni, nato so jih premagali Etruščani in končno Kelti, ki so leta 390 pr. n. št. premagali tudi Rimljane (plenitev Rima). Rim si je opomogel, a o Umbrijcih ni več govora. Tudi po propadu Rimskega cesarstva je dežela prehajala iz roke v roko brez prave udeležbe lokalnega prebivalstva. V 14. stoletju so sicer nastale nekatere mestne sinjorije, ki so pa kmalu prešle pod papeško državo. Praktično ni dežela nikoli poznala samostojnosti, zato se je leta 1860 brez problemov priključila Kraljevini Italiji.

## Gospodarstvo
Ekonomski problemi, ki so se pojavili v nekaterih drugih deželah ob zedinjenju Italije, so le površno zadeli Umbrijo. Prebivalci so bili močno navezani na svojo zemljo, ki jim je predstavljala edino gotovost skozi stoletja, zato niso stopili v konkurenco s severnimi predeli države in niso zapuščali polj za bivanje v mestih in za službe v tovarnah. Ta konservativna miselnost je omogočila, da se je kmetijstvo razvijalo istočasno z nastajanjem industrije. Prav tako se je razvilo obrtništvo, ki je počasi prešlo v manjše industrijske obrate. Danes je kmetijstvo še vedno važen gospodarski faktor, čeprav se z njim ukvarja manj kot 3% prebivalstva. Glavni pridelki so vino, oljčno olje, žitarice, predvsem pa tobak in gomoljike. Živilska industrija je zastopana s 1200 tovarnami, med katerimi izstopa Perugina (korporacija Nestlè). Na področju med mestoma Terni in Narni so se razvili v teku dvajsetega stoletja veliki obrati težke, strojne in kemijske industrije. Ni industrije v tistih panogah, ki so po tradiciji rezervirane za obrtnike, in sicer obdelovanje lesa in izdelava pohištva ter izdelovanje keramičnih predmetov in umetniških tkanin.

## Umetnost in kultura
Romanske cerkve, gotske katedrale, bazilike iz dvanajstega do šestnajstega stoletja in antične stavbe so še danes velike umetnine, ki so dale Umbriji nesmrtne mojstrovine. V luči velike verske gorečnosti, še posebej navdušeni nad beraškimi redi, so umetniki iz vseh koncev Italije v tej deželi našli delo. Predvsem pa je Umbrijo zaznamovalo slikarstvo.
V Umbriji se je rodilo meništvo - Sv. Benedikt iz Nursia (480-547). V samostanih se je ustvarjala zgodovina in kultura religioznosti. Najpomembnejši samostani v Umbriji so: Basilica di San Pietro v Perugii, Sassovivo blizu Foligno, Santa Maria di Valdiponte, da Montelabate blizu Perugie, San Benedetto del Subasio blizu Assisija, San Salvatore di Monte Corona e l'abbazia di Petroia v bližini Città di Castello.
V trinajstem stoletju je imel Assisi dve pomembni osebi katolicizma: Sv. Frančiška (1182-1226) in Sv. Klaro. Čudovite freske Giotta, Cimabue, Lorenzettija in Simone Martinija so v baziliki v Assisiju, s pomočjo katerih se da dobro razumeti moč srednjeveške religioznosti in mistično vnemo tedanjega časa. V Todiju, v kripti cerkve San Fortunato je pokopan Jacopone da Todi, sledilec svetega Frančiška.
Omeniti je potrebno baziliko in samostan Rita da Cascia, v Terniju pa baziliko posvečeno svetemu Valentinu, škofu iz Ternija, ki so ga obglavili v Rimu leta 273. Prav tako je treba omeniti San Rinaldo v Nocera Umbra, Sant'Ubaldo v Gubbiu, San Ponziano v Spoletu, San Feliciano v Foligno in še Beata Angela da Foligno, Santa Chiara da Montefalco in San Rufino di Assisi ter mnoge druge.
Številna so Marijina svetišča: Santa Maria delle Grazie v Città di Castello (15. st.), Madonna del Transito v Canoscio, Santa Maria della Stella v Montefalco (oba 19 st.), Santa Maria v Petriolo in dva posvečena Naši Gospe iz Fatime v Città della Pieve in Renzetti ( 20. st.) .

## Galleria
- Stolnica v Orvietu
- Slapovi Marmore na reki Neri
- Perugia
- Spoleto
- Gubbio
- Todi
- Terni
- Značilna keramika
- Delikatese iz Norcia

## Naravni rezervati
Regionalnih naravnih parkov v Umbriji je šest, od tega pet v pokrajini Perugia in eden v pokrajini Terni. To so:
- Parco del Monte Cucco,
- Parco del monte Subasio
- Parco del Lago Trasimeno,
- Parco di Colfiorito,
- Parco fluviale del Tevere,
- Parco fluviale del Nera.

Tem je treba dodati še Naarodni park Monti Sibillini, katerega del sega tudi v deželo Marche, kjer je bil park tudi ustanovljen.

## Promet
Umbrija je s sosednjimi deželami in državo dobro povezana tako s cestami kot železnico. Te se povezujejo proti Rimu in Firencam. Glavne ceste v deželi so E45 Orte-Ravenna, SS75 Centrale Umbra, SS3 Flaminia, ki povezuje Rim in SS77 Val di Chienti, ki povezuje Civitanova Marche. Samo ozemlje Orvieta in Ternija preseka avtocesta A1. Preko Umbrije potekata železniški progi Rim-Ancona in Rim-Terontola. V deželi sta dve letališči v Perugii in Foligno (slednje se ne uporablja za prevoz potnikov). Tri glavna prometna vozlišča so: Foligno, Perugia in Terni.